# 0931

Mappa dei prefissi telefonici nel libero consorzio comunale di Siracusa

0931 è il prefisso telefonico del distretto di Siracusa, appartenente al compartimento di Catania.
Il distretto comprende la maggior parte della provincia di Siracusa. Confina con i distretti di Ragusa (0932) a ovest, di Caltagirone (0933) a nord-ovest e di Catania (095) a nord.

## Aree locali e comuni
Il distretto di Siracusa comprende 18 comuni inclusi nelle 5 aree locali di Augusta, Avola (ex settori di Avola, Pachino e Rosolini), Floridia, Palazzolo Acreide (ex settori di Melilli e Palazzolo Acreide) e Siracusa. I comuni compresi nel distretto sono: Augusta, Avola, Buccheri, Buscemi, Canicattini Bagni, Cassaro, Ferla, Floridia, Melilli, Noto, Pachino, Palazzolo Acreide, Portopalo di Capo Passero, Priolo Gargallo, Rosolini, Siracusa, Solarino e Sortino .